# ¿Dónde vas, Alfonso XII?
¿Dónde vas, Alfonso XII? és el títol d'una pel·lícula espanyola de 1958 del director Luis César Amadori l'argument del qual es desembolica en els últims anys del segle xix en Espanya amb la pujada al tron d'Alfons XII, les seves noces amb la seva cosina Maria de la Mercè d'Orleans i la dramàtica i prematura mort d'aquesta als pocs mesos de contret el matrimoni. La pel·lícula es basa en l'obra homònima de Juan Ignacio Luca de Tena.
El guió de la pel·lícula segueix els fets històrics amb bastant rigor encara que intercali escenes o converses especialment creades per al caràcter romàntic que se li va voler donar. És destacable l'escenografia i la fidelitat amb que es reprodueix la moda de l'època isabelina. Va tenir una segona part titulada ¿Dónde vas, triste de ti? que aborda els anys següents a la mort de la reina.

## Repartiment
| Actor                | Personatge                                                   |
| -------------------- | ------------------------------------------------------------ |
| Vicente Parra        | Alfons XII d'Espanya                                         |
| Paquita Rico         | Maria de la Mercè d'Orleans                                  |
| Mercedes Vecino      | Isabel II d'Espanya                                          |
| Lucía Prado          | La infanta Isabel, «la Xata»                                 |
| Ana María Custodio   | La infanta Lluïsa Ferranda de Borbó, duquessa de Montpensier |
| Félix Dafauce        | El duc de Montpensier                                        |
| Luisa María Payán    | Maria Cristina d'Orleans                                     |
| Tomás Blanco         | El duc de Sesto                                              |
| José Marco Davó      | Antonio Cánovas del Castillo                                 |
| José Santamaría      | Ignacio José Escobar y López-Hermoso                         |
| Rafael Bardem        | Dr. Federico Rubio y Galí                                    |
| Jesús Tordesillas    | Ceferino, ajudant de Cambra                                  |
| Mariano Azaña        | Governador civil de Madrid                                   |
| Aurora García Alonso | Clotilde                                                     |
| Erasmo Pascual       | Coronel Velasco                                              |
| Antonio Riquelme     | Transeünt madrileny                                          |

## Guió
El guió cinematogràfic va ser escrit per Manuel Tamayo Castro sota el títol de "Carita de Cielo", amb inclusions d'escenes i diàlegs de la comèdia "¿Dónde vas, Alfonso XII?" i col·laboracions de l'autor Juan Ignacio Luca de Tena.
Comptaren amb l'assessora biogràfica Ana de Sagrera, autora del llibre "La Reina Mercedes".

## Romancero popular
Els títols de les dues pel·lícules estan basats en una cançoneta popular que va començar a sentir-se per Madrid arran de la mort de María de la Mercè:
| « | «¿Dónde vas, Alfonso XII, / dónde vas triste de ti? / Voy en busca de Mercedes / que ayer tarde no la vi». | » |

Aviat es va fer popular la tonada i es va incloure en els jocs de nens, especialment en el joc del rotlle.
Aquesta cançoneta no va ser nova ni inventada per a l'ocasió sinó que va ser un arranjament literari d'un romanç castellà del cicle dels romanços d'amor i guerra. El romanç narra la història d'un cavaller que es va anar a la guerra de Granada i en tornar va descobrir que la seva esposa havia mort. Els primers versos diuen així:
| « | «¿Dónde vas, buen caballero, / dónde vas tú por ahí? Voy en busca de mi esposa / que hace años no la vi». | » |

Gerald Brenan a la seva Lírica popular fa esment a dues cançons romanços; una d'elles és una versió gairebé idèntica a la qual ens ocupa. Data del segle xiv i forma part de les cobles de Catalina de Granada recollides per la seva criada María. L'escenari de l'època són les guerres entre musulmans i cristians. Per la punt ho podem enquadrar en els romanços de cavalleria. Hi ha diverses versions, unes del segle xv i unes altres de XVI. Entre els autors que l'han transcrit podem citar al llicenciat Mejía de la Cerda («La tragedia de doña Inés de Castro Reina de Portugal»), a Guillén de Castro («La tragedia de los celos») i a Luis Vélez de Guevara («Reinar después de morir»), tots en l'acte tercer.

## Premis
Medalles del Cercle d'Escriptors Cinematogràfics
| Categoria        | Pel·lícula      | Resultat  |
| ---------------- | --------------- | --------- |
| Millors decorats | Enrique Alarcón | Guanyador |